# Tabea Kemme
Tabea Kemme (Stade, 1991. december 14. –) olimpiai bajnok német női válogatott labdarúgó. Karrierje során 47 alkalommal szerepelt a német válogatottban.

## Pályafutása

### Klubcsapatban
2000-ben került az SG Freiburg/Oederquart ifjúsági csapatába.
2006 és 2008 között a Turbine Potsdam korosztályos csapataiban lépett pályára. 2008-ban a második csapatban bemutatkozott a másodosztályban, majd az élvonalban az első csapatban is.
A 2009–10-es szezonban tagja volt a Bajnokok Ligáját nyert csapatnak. Az itt töltött időszaka alatt a pálya védelmét, középpályáját és támadó szekcióját is erősítette.
2018 februárjában bejelentette, hogy nem hosszabbít a klubbal.
Júliusban az angol Arsenal csapatába igazolt, azonban folyamatos sérülései miatt mindössze három mérkőzést játszott az Ágyusoknál. 2020. január 14-én súlyos porckárosodása végett bejelentette visszavonulását.

### A válogatottban
A korosztályos válogatottak tagjaként részt vett a 2008-as U17-es női labdarúgó-Európa-bajnokságon, a 2008-as U17-es női labdarúgó-világbajnokságon és a 2010-es U20-as női labdarúgó-világbajnokságon.
2013. április 2-án nevezték első alkalommal a felnőtt válogatott keretébe.
November 27-én Horvátország ellen mutatkozott be, csereként 15 percet töltött a pályán.
Bekerült a 2015-ös női labdarúgó-világbajnokságon 4. helyen végző válogatott keretébe. A 2014-es lgarve-kupát nyerő csapat tagja volt.
A 2016-os Olimpián aranyérmesként végzett a válogatottal. A Hollandiában megrendezett 2017-es női labdarúgó-Európa-bajnokságon egy mérkőzésen lépett pályára, azon is csereként.

#### Válogatott góljai
| #  | Időpont              | Helyszín                | Ellenfél     | Gólok | Eredmény | Kiírás                                           |
| -- | -------------------- | ----------------------- | ------------ | ----- | -------- | ------------------------------------------------ |
| 1. | 2015. szeptember 18. | Halle, Németország      | Magyarország | 3–0   | 12–0     | 2017-es női labdarúgó-Európa-bajnokság selejtező |
| 2. | 2016. október 25.    | Aalen, Németország      | Hollandia    | 4–1   | 4–2      | Barátságos mérkőzés                              |
| 3. | 2017. szeptember 16. | Ingolstadt, Németország | Szlovénia    | 4–0   | 6–0      | 2019-es női labdarúgó-világbajnokság selejtezők  |
| 4. | 2017. szeptember 16. | Ingolstadt, Németország | Szlovénia    | 5–0   | 6–0      | 2019-es női labdarúgó-világbajnokság selejtezők  |
| 5. | 2017. október 24.    | Großaspach, Németország | Feröer       | 2–0   | 11–0     | 2019-es női labdarúgó-világbajnokság selejtezők  |
| 6. | 2017. október 24.    | Großaspach, Németország | Feröer       | 3–0   | 11–0     | 2019-es női labdarúgó-világbajnokság selejtezők  |

## Sikerei, díjai

### Klub
- 1. FFC Turbine Potsdam
  - Bundesliga: 2008–09, 2009–10, 2010–11, 2011–12
  - UEFA Női Bajnokok Ligája: 2009–10

### Válogatott
- Németország U17
  - U17-es női labdarúgó-Európa-bajnokság: 2008
- Németország U20
  - U20-as női labdarúgó-világbajnokság: 2010
- Németország
  - Algarve-kupa: 2014
  - Olimpia: 2016